# Бервецька-Воля
Бервецька-Воля (пол. Bierwiecka Wola) — село в Польщі, у гміні Єдлінськ Радомського повіту Мазовецького воєводства.
Населення — 514 осіб (2011).
У 1975-1998 роках село належало до Радомського воєводства.

## Демографія
Демографічна структура станом на 31 березня 2011 року:
|          | Загалом | Допрацездатний вік | Працездатний вік | Постпрацездатний вік |
| -------- | ------- | ------------------ | ---------------- | -------------------- |
| Чоловіки | 262     | 74                 | 163              | 25                   |
| Жінки    | 252     | 65                 | 127              | 60                   |
| Разом    | 514     | 139                | 290              | 85                   |